# Riders Tour 2014
Die DKB-Riders Tour 2014 war die vierzehnte Saison der Riders Tour, einer international ausgeschriebenen Turnierserie im Springreiten.
Die Riders Tour umfasste im Jahr 2014 sechs Wertungsprüfungen auf CSI 3*- und 4*-Turnieren in Deutschland. Organisiert wurde die Riders Tour von einer gleichnamigen GmbH, deren Geschäftsführer Paul Schockemöhle ist.
Titelsponsor der Serie war die Deutsche Kreditbank, zudem war die Solartechnik Stiens GmbH als Hauptsponsor aktiv.

## Ablauf der Turnierserie
Die Turniere der Riders Tour 2014 fanden zwischen dem 23. April und dem 9. November statt. Durch die Absage der German Classics in Hannover umfasste die Serie nur noch sechs Stationen – eine weniger als im Vorjahr.
Bei den Wertungsprüfungen handelte es sich in der Regel um die Großen Preise der Turniere. Beim Deutschen Spring- und Dressurderby war das Springderby die Riders Tour-Wertungsprüfung.
Die Wertungsprüfungen waren bis auf das Deutsche Spring-Derby jeweils als Springprüfung mit zwei unterschiedlichen Umläufen ausgeschrieben. Die Strafpunkte wurden aus dem ersten Umlauf jedoch nicht übernommen, somit glich die Ausschreibung (bis auf die Startreihenfolge im zweiten Umlauf) weitgehend einer Springprüfung mit Siegerrunde.
Für den zweiten Umlauf qualifizierte sich die besten Viertel der Starter des ersten Umlaufs. Soweit mehr als das beste Viertel im ersten Umlauf fehlerfrei waren, waren diese alle im zweiten Umlauf der Prüfung startberechtigt.
Den Saisonabschluss bildete erneut das Finale in München. Hierbei handelte es sich um eine normale Wertungsprüfung. Um jedoch am Ende der Saison in die Gesamtwertung eingehen zu können, mussten die Reiter am Finale teilnehmen. Soweit dies nicht der Fall war, wurden sie in der abschließenden Gesamtwertung nicht berücksichtigt.
Die Punktevergabe erfolgte wie folgend:
| Platz  | 1  | 2  | 3  | 4  | 5  | 6  | 7 | 8 | 9 | 10 | 11 | 12 | 13 | 14 | 15 |
| Punkte | 20 | 17 | 15 | 13 | 11 | 10 | 9 | 8 | 7 | 6  | 5  | 4  | 3  | 2  | 1  |

## Medien
Alle Riders Tour-Turniere wurden über einen Internet-Livestream übertragen.
Erneut wurden nicht alle Prüfungen der Riders Tour 2014 im Fernsehen übertragen. Die Übertragungen erfolgten in unterschiedlichem Umfang durch öffentlich-rechtlichen Fernsehsender, im Regelfall auf den Dritten Programmen. Das Deutsche Spring-Derby, das durch seine Besonderheit und Tradition aus den Reitsportveranstaltungen in Deutschland heraussticht, wurde zunächst im NDR Fernsehen, dann fortsetzend durch das Erste Deutsche Fernsehen übertragen.

## Die Prüfungen

### 1. Prüfung: Hagen a.T.W.
Den Auftakt zur Riders Tour 2014 bildete das CSI 4*-Turnier „Horses & Dreams“ in Hagen am Teutoburger Wald. Dieses wurde vom 23. April bis zum 27. April 2014 ausgetragen. Eine Woche nach dem Weltcupfinale war es für die Springreiter eines der ersten international ausgeschriebenen Turniere „grünen Saison“ im Jahr 2014 in Deutschland.
Im Großen Preis, der als Wertungsprüfung für die Riders Tour zählte, gingen 47 Reiter mit ihren Pferden an den Start. Im ersten Umlauf blieben zehn Starterpaare ohne Fehler, vier Reiter mit einem bzw. vier Strafpunkten qualifizierten sich ebenfalls für den zweiten Umlauf. Sieben Pferd-Reiter-Paare blieben im zweiten Umlauf fehlerfrei. Vom Reglement profitierte Holger Wulschner, der mit Fine Lady im ersten Umlauf noch vier Strafpunkte bekam, im zweiten Umlauf aber fehlerfrei mit der mit Abstand schnellsten Zeit blieb. Für Wulschner war dies der Sieg und zugleich der letzte Turnierauftritt mit der Stute, die in Folge in den Stall von Eric Lamaze wechselte. Die Prüfung war mit 75.000 € dotiert.
|             | Reiter           | Pferd       | 1. Umlauf | 1. Umlauf   | 2. Umlauf | 2. Umlauf | Wertungs- punkte |
| Strafpunkte | Reiter           | Pferd       | Zeit (s)  | Strafpunkte | Zeit (s)  |           | Wertungs- punkte |
| ----------- | ---------------- | ----------- | --------- | ----------- | --------- | --------- | ---------------- |
| 1           | Holger Wulschner | Fine Lady   | 4         | -           | 0         | 42,71     | 20               |
| 2           | Marco Kutscher   | Liberty Son | 1         | -           | 0         | 43,93     | 17               |
| 3           | René Tebbel      | Cooper      | 1         | -           | 0         | 44,25     | 15               |

(Plätze eins bis drei von insgesamt 47 Teilnehmern)

### 2. Prüfung: Hamburg

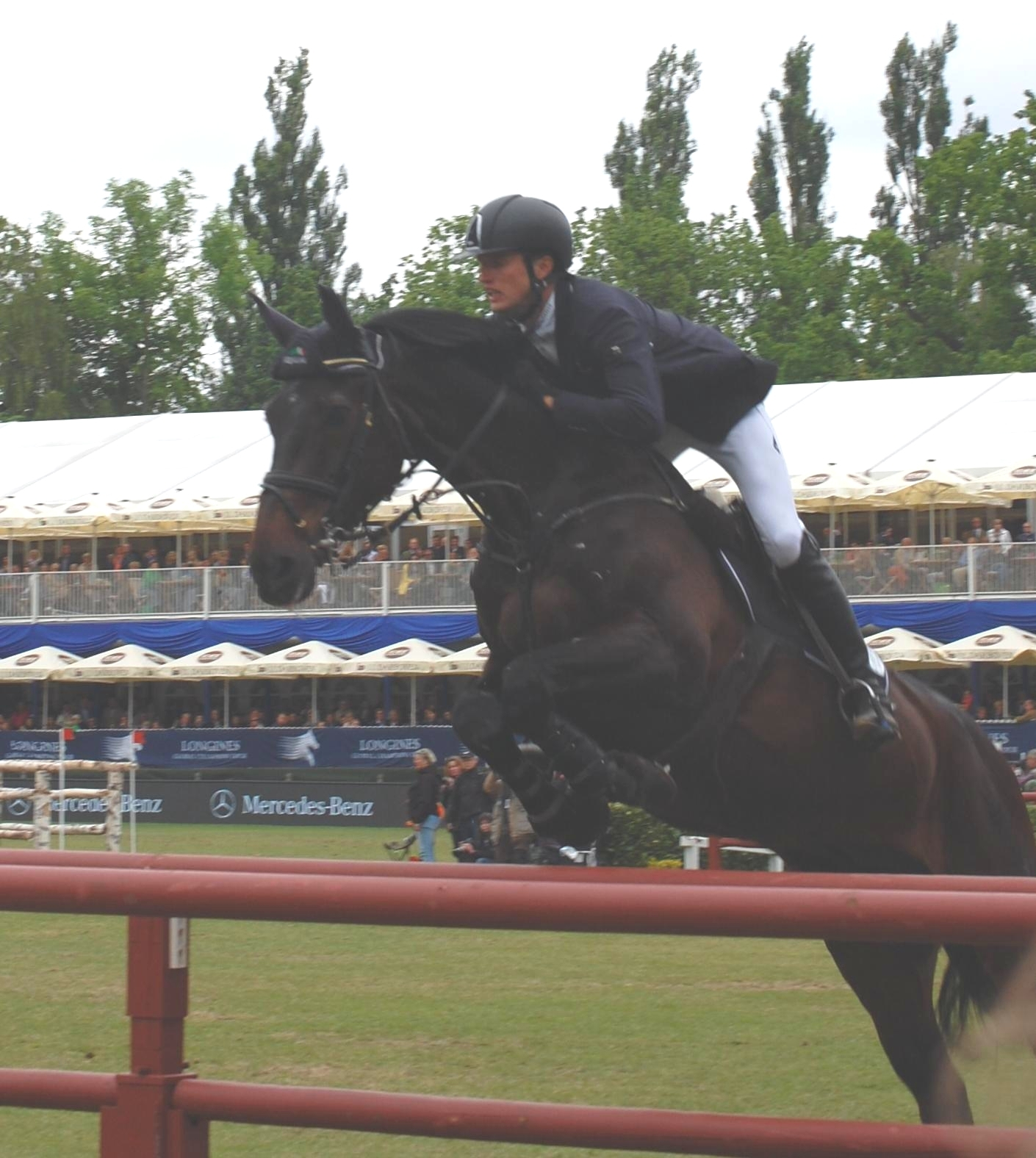
Die Sieger des Deutschen Spring-Derbys 2014: Nisse Lüneburg und Calle Cool

Die außergewöhnlichste Etappe der Riders Tour-Saison, das Deutsche Springderby im Rahmen des Deutschen Spring- und Dressurderbys, bildete erneut die zweite Riders Tour-Etappe. Dieses in Hamburg stattfindende Turnier wurde vom 28. Mai bis 1. Juni 2014 ausgetragen.
Der seit 1920 in seiner Grundstruktur unveränderte Parcours des Spring-Derbys wurde erneut vom deutschen Parcoursbauer Frank Rothenberger umgesetzt. Bei der Prüfung handelte es sich um eine Springprüfung mit einmaligem Stechen. Das Derby wurde auch im Jahr 2014 seinem Ruf als „schwerster Springparcours der Welt“ gerecht – von 31 Startern kamen schieden elf Reiter aus, zwei weitere gaben den Ritt vorzeitig auf. Die Teilnehmer, die im Normalumlauf das Ziel erreichten, unterschieden sich vom Ergebnis her deutlich: 13 Pferd-Reiter-Paare hatten 12 bis 24 Strafpunkte, die verbleibenden fünf Starterpaaren kamen fehlerfrei oder mit vier Strafpunkten in das Ziel. Zu den Reitern mit vier Strafpunkten zählte unter anderem Gerald Nothdurft, für den dieser erste Auftritt im Deutschen Springderby mit Amazing hoch erfolgreich verlief (vierter Platz). Die Zweitplatzierten des Vorjahres, Carsten-Otto Nagel und Lex Lugar, kamen 2014 auf den dritten Platz.
Zwei Derbyerfahrene Reiter waren im Normalumlauf fehlerfrei geblieben und zogen in das Stechen ein: Zunächst musste das Derby-Siegerpaar von 2012, Nisse Lüneburg und Calle Cool, in den verkürzten Parcours. Beiden gelang erneut eine fehlerfreie Runde. André Plath und der 10-jährige Wallach Cosmic Blue (Derbyzehnte des Vorjahres) kamen als Zweite in den Stechparcours, mussten jedoch vier Strafpunkt hinnehmen, da das Gatter des Hindernisses neun fiel. Für Nisse Lüneburg war damit sein zweiter Derbysieg sicher.
|             | Reiter             | Pferd       | 1. Umlauf | 1. Umlauf   | Stechen  | Stechen | Wertungs- punkte |
| Strafpunkte | Reiter             | Pferd       | Zeit (s)  | Strafpunkte | Zeit (s) |         | Wertungs- punkte |
| ----------- | ------------------ | ----------- | --------- | ----------- | -------- | ------- | ---------------- |
| 1           | Nisse Lüneburg     | Calle Cool  | 0         | -           | 0        | 51,45   | 20               |
| 2           | André Plath        | Cosmic Blue | 0         | -           | 4        | 56,48   | 17               |
| 3           | Carsten-Otto Nagel | Lex Lugar   | 4         | 163,32      |          |         | 15               |

(Plätze eins bis drei von insgesamt 31 Teilnehmern)

### 3. Prüfung: Wiesbaden
Traditionell am Pfingstwochenende, 2014 vom 6. Juni bis 9. Juni, findet in Wiesbaden das Internationale Pfingstturnier Wiesbaden statt. Nach dem verregneten Turnierwochenende 2013 mit Global-Champions-Tour-Etappe kehrte das Pfingstturnier bei den Springprüfungen weitgehend zum alten Konzept mit dem Großen Preis – der Riders Tour-Wertungsprüfung – am Pfingstmontag zurück.
Die zeitgleich stattfindenden CSI 5*-Turniere in Saint-Tropez und Shanghai schwächen das Starterfeld der nur noch als CSI 3* ausgetragenen Springprüfungen in Wiesbaden. Der Große Preis fand unter nicht einfachen Bedingungen statt, zu den für den Platz üblichen Licht- und Schattenwechseln kamen Temperaturen von über 30 °C hinzu. Im ersten Umlauf gelang es fünf Reitern fehlerfrei zu blieben, so dass sich sieben weitere Pferd-Reiter-Paare mit einem bzw. vier Strafpunkten für den zweiten Umlauf qualifizieren konnten.
Das Ergebnis von null Strafpunkten, mit denen alle zwölf Teilnehmer nun wieder an den Start gingen, konnten die wenigsten halten. Nach drei Ritten mit Fehlern gelang als ersten Toni Haßmann und Classic Man V mit Glück ein fehlerfreier Ritt. Nicht ganz eine Sekunde langsamer als Haßmann, aber auch ohne Fehler blieb Gerrit Schepers mit seinem Pferd. Nach ihm erreichten nur noch zwei Starterpaare ebenfalls eine fehlerfreien Runde, Catherine Pasmore mit Bonanza van Paemel in einer langsamen Zeit, Angelina Herröder als letzte Reiterin ebenfalls langsamer als Gerrit Schepers. Damit ging der Sieg im Großen Preis von Wiesbaden, der mit 85.000 Euro dotiert war, zum ersten Mal an Toni Haßmann.
|             | Reiter            | Pferd         | 1. Umlauf | 1. Umlauf   | 2. Umlauf | 2. Umlauf | Wertungs- punkte |
| Strafpunkte | Reiter            | Pferd         | Zeit (s)  | Strafpunkte | Zeit (s)  |           | Wertungs- punkte |
| ----------- | ----------------- | ------------- | --------- | ----------- | --------- | --------- | ---------------- |
| 1           | Toni Haßmann      | Classic Man V | 4         | -           | 0         | 43,63     | 20               |
| 2           | Gerrit Schepers   | Czerny N      | 0         | -           | 0         | 44,52     | 17               |
| 3           | Angelina Herröder | Cornwall      | 0         | -           | 0         | 48,93     | 15               |

(Plätze eins bis drei von insgesamt 45 Teilnehmern)

### 4. Prüfung: Münster
Nach der Sommerpause der Riders Tour fand die vierte Etappe der Riders Tour statt. Diese wurde beim Turnier der Sieger in Münster ausgetragen, Turniertermin war im Jahr 2014 der Zeitraum vom 7. August bis 10. August.
Der Große Preis am Sonntag bildet die Riders Tour-Wertungsprüfung. Hier blieben im ersten Umlauf 13 Pferd-Reiter-Paare ohne Fehler, dies war ein Teilnehmerpaar mehr als das vorgesehene Viertel der Starter. Damit qualifizierten sich keine Paare mit Strafpunkten für den zweiten Umlauf. Knapp an der erlaubten Zeit vorbei und damit am Ende auf dem 14. Platz kam Marcus Ehning mit dem ehemaligen Vize-Bundeschampion Comme il faut.
Im zweiten Umlauf ging Steve Guerdat mit Nino des Buissonnets, seinem Olympiasiegerpferd von 2012, als erster Reiter an den Start. Für dieses Paar war die Prüfung als letzte Formprobe vor den Weltreiterspielen vorgesehen, dementsprechend ritt Guerdat den Umlauf zügig aber ohne übertriebenes Risiko. Im Verlauf des zweiten Umlauf erwies sich Guerdats Zeit trotzdem als unschlagbar, keines der nachfolgenden zwölf Starterpaare war schneller. Auf den zweiten Platz kam Holger Wulschner, der damit seine Führung in Riders Tour-Gesamtwertung behielt.
|             | Reiter           | Pferd                | 1. Umlauf | 1. Umlauf   | 2. Umlauf | 2. Umlauf | Wertungs- punkte |
| Strafpunkte | Reiter           | Pferd                | Zeit (s)  | Strafpunkte | Zeit (s)  |           | Wertungs- punkte |
| ----------- | ---------------- | -------------------- | --------- | ----------- | --------- | --------- | ---------------- |
| 1           | Steve Guerdat    | Nino des Buissonnets | 0         | -           | 0         | 44,76     | 20               |
| 2           | Holger Wulschner | Cavity               | 0         | -           | 0         | 45,10     | 17               |
| 3           | Lucy Davis       | Barron               | 0         | -           | 0         | 45,39     | 15               |

(Plätze eins bis drei von insgesamt 48 Teilnehmern)

### 5. Prüfung: Paderborn
Auf dem Schützenplatz von Paderborn wurde die fünfte Wertungsprüfung der DKB-Riders Tour 2014 durchgeführt. Diese ist Teil eines CSI 3*-Turniers, das vom 11. September bis 14. September 2014 stattfand. Der Große Preis von Paderborn, die Wertungsprüfung der Riders Tour, fand am letzten Tag des Turniers ab 13:45 Uhr statt.
Im ersten Umlauf der Prüfung blieben fünf Starterpaare ohne Fehler, einem Pferd-Reiter-Paar kam mit nur einem Zeitstrafpunkt in das Ziel. Vom speziellen Riders Tour-Reglement profitierten in Paderborn mehrere Reiter mit vier Strafpunkten, die unter die zum besten Viertel des ersten Umlaufs gehörten und in den zweiten Umlauf kam: Wout-Jan van der Schans war mit Capetown mit vier Strafpunkten durch die Ziellinie gekommen, blieb im zweiten Umlauf ohne Fehler und war mit unter 47 Sekunden auch noch so schnell, dass er den Großen Preis gewann. Ähnlich gut lief es für seinen Landsmann Albert Zoer, der mit Abra Kadabra bei gleicher Ausgangslage auf den dritten Platz der Prüfung kam. Mit einem Ergebnis von acht Strafpunkten im ersten Umlauf konnte sich Holger Wulschner nicht für den zweiten Umlauf qualifizieren und verpasste damit die Chance, sich bereits in Paderborn den Sieg in der Riders Tour-Gesamtwertung zu sichern.
|             | Reiter                  | Pferd        | 1. Umlauf | 1. Umlauf   | 2. Umlauf | 2. Umlauf | Wertungs- punkte |
| Strafpunkte | Reiter                  | Pferd        | Zeit (s)  | Strafpunkte | Zeit (s)  |           | Wertungs- punkte |
| ----------- | ----------------------- | ------------ | --------- | ----------- | --------- | --------- | ---------------- |
| 1           | Wout-Jan van der Schans | Capetown     | 4         | -           | 0         | 46,93     | 20               |
| 2           | Abdel Said              | Dakota       | 0         | -           | 0         | 47,02     | 17               |
| 3           | Albert Zoer             | Abra Kadabra | 4         | -           | 0         | 48,49     | 15               |

(Plätze eins bis drei von insgesamt 49 Teilnehmern)

### 6. Prüfung: München
Die abschließende Etappe der DKB-Riders Tour 2014 wurde im Rahmen der Munich Indoors, eines in der Münchener Olympiahalle stattfindenden Turniers, durchgeführt. Dieses CSI 4*-Turnier wurde vom 6. November bis zum 9. November 2014 ausgetragen. Am 9. November wurde der Sieger der Finalprüfung, des Großen Preises, ermittelt.
Im ersten Umlauf des Großen Preises blieben sechs Pferd-Reiter-Paare ohne Fehler. Ein Starterpaar mit einem Zeitstrafpunkt und die fünf schnellsten Paare mit vier Strafpunkten qualifizieren sich neben den fehlerfreien Startern für den zweiten Umlauf. Toni Haßmann, der vor München auf dem zweiten Platz der Riders Tour-Gesamtwertung lag, hatte im ersten Umlauf mit Classic Man V zwei Hindernisabwürfe und bekam somit keine weiteren Punkte für den Gesamtwertung. Holger Wulschner hingegen gelang mit Cavity eine fehlerfreie Runde, womit er bereits zu diesem Zeitpunkt den Gesamtsieg der Riders Tour sicher hatte.
In diesem zweiten Umlauf ging Denis Lynch mit dem zehnjährigen Wallach Quote Zavaan als erster Reiter an den Start, blieb fehlerfrei in einer schnellen Zeit von 41,99 Sekunden. Mit diesem Ergebnis blieb er lange in Führung und kam am Ende auf den zweiten Rang. Carsten-Otto Nagel und Felix Haßmann hatten im zweiten Umlauf jeweils einen Abwurf, konnten in der Riders Tour-Gesamtwertung mit diesem Ergebnis jedoch auf den zweiten und dritten Platz vorrücken. Im Großen Preis sing der Sieg wie im Vorjahr an John Whitaker und seinen 12-jährigen Hengst Argento, die damit in der Riders Tour-Gesamtwertung über 30 Plätze gut machten.
|             | Reiter             | Pferd            | 1. Umlauf | 1. Umlauf   | 2. Umlauf | 2. Umlauf | Wertungs- punkte |
| Strafpunkte | Reiter             | Pferd            | Zeit (s)  | Strafpunkte | Zeit (s)  |           | Wertungs- punkte |
| ----------- | ------------------ | ---------------- | --------- | ----------- | --------- | --------- | ---------------- |
| 1           | John Whitaker      | Argento          | 4         | -           | 0         | 40,47     | 20               |
| 2           | Denis Lynch        | Quote Zavaan     | 4         | -           | 0         | 41,99     | 17               |
| 3           | Christina Liebherr | Midship du Borda | 1         | -           | 0         | 49,43     | 15               |

(Plätze eins bis drei von insgesamt 48 Teilnehmern)

## Gesamtwertung
Die abschließende Etappe der DKB-Riders Tour 2014 wurde im Rahmen der Munich Indoors, eines in der Münchener Olympiahalle stattfindenden Turniers, durchgeführt. Dieses CSI 4*-Turnier wurde vom 6. bis 9. November 2014 ausgetragen. Der Gesamtsieg ging mit fast 20 Punkten Vorsprung deutlich an Holger Wulschner. Wulschner war zudem der einzige Reiter, der an allen Riders Tour-Wertungsprüfungen einschließlich des Deutschen Spring-Derbys teilnahm.
|   | Reiter             | Hagen | Hamburg | Wiesbaden | Münster | Paderborn | München | Wertungs- punkte |
| - | ------------------ | ----- | ------- | --------- | ------- | --------- | ------- | ---------------- |
| 1 | Holger Wulschner   | 20    | 0       | 10        | 17      | 0         | 7       | 54               |
| 2 | Carsten-Otto Nagel | 11    | 15      | —         | —       | —         | 9       | 35               |
| 3 | Felix Haßmann      | 3     | —       | 11        | 0       | 3         | 13      | 30               |
| 4 | Toni Haßmann       | —     | —       | 20        | 8       | 0         | 0       | 28               |
| 5 | John Whitaker      | 0     | —       | 0         | 6       | —         | 20      | 26               |
| 6 | Angelina Herröder  | —     | —       | 15        | 9       | 0         | 0       | 24               |
| 7 | Gerrit Schepers    | —     | —       | 17        | 5       | 0         | 0       | 22               |
| 8 | Lars Nieberg       | 0     | —       | 0         | 11      | 9         | 1       | 21               |